# 사이그노시스
사이그노시스(Psygnosis)는 영국 리버풀의 웨이버트리 테크놀로지 파크에 위치한 비디오 게임 개발사였다. SCE 월드와이드 스튜디오의 자회사였다.

## 게임

### '사이그노시스'라는 이름으로 개발 또는 배급된 게임
- 3D 레밍즈
- 아란드라
- 크리스마스 레밍즈
- 다크스토커즈: 더 나이트 워리어즈
- 레밍즈
- Oh No! More Lemmings
- 페르시아의 왕자 2: 쉐도우 앤 더 플레임

## 같이 보기
- 에벌루션 스튜디오